# Квин Айда
Айда Льюис «Квин Айда» Гиллори ((англ. Ida Lewis «Queen Ida» Guillory, в девичестве Айда Ли Льюис, (англ. Ida Lee Lewis); р. 15.1.1929, Лейк-Чарльз, Луизиана, США) — американская блюзовая аккордеонистка и автор песен. Лауреат Грэмми в номинации «Лучшая запись этнической или традиционной народной музыки» (1982), трижды номинант Грэмми (1980, 1984, 1986). Лауреат Blues Music Awards в номинации «Исполнительница традиционного блюза» (1989, 1990), номинант в той же категории (1983, 1984, 1988, 1991).

## Биография
Айда Ли Льюис родилась в музыкальной семье фермеров риса в Лейк-Чарльзе в 1929 году; её семья была креольской и в семье говорили на французском языке. В детстве Гиллори помогала готовить еду для 30-40 полевых рабочих, а позже водила трактор во время посевной. Когда ей было десять лет, семья переехала в Бомонт, Техас, а ещё через восемь лет перебралась в Сан-Франциско. Хотя её мать была аккордеонисткой, она никогда не выступала на публике, и Квин Айда больше училась игре у собственного брата Эла Льюиса, ставшего впоследствии известным под псевдонимом Эл Рапон. Затем, в 1947 году Айда вышла замуж за Раймона Гиллори, работала водителем автобуса и растила троих детей, лишь изредка выступая в составе группы брата.
Лишь в начале 1970-х, уступив просьбам знакомых, она начала выступать профессионально, сначала с группами Barbary Coast Band и Playboys. В 1975 году её прозвали «Королева Айда» после того, как однажды она была выбрана «Королевой аккордеона зайдеко и королевой музыки зайдеко» на празднике Марди Гра. Затем она создала собственную зайдеко-группу Queen Ida and the Bon Temps Band и подписала контракт с GNP/Crescendo. Первая её пластинка Play the Zydeco продемонстрировала смесь зайдеко и текс-мекс музыки. При этом она продолжала водить автобус, и лишь когда её младшая дочь закончила школу, начала гастролировать. Она выступала на джазовом фестивале в Монтеррее в 1976 и 1988 годах и фестивале блюза в Сан-Франциско в 1975, 1978 и 1991 годах. В 1979 году Айда Квин гастролировала в Европе, в 1988 году в Японии, став первым музыкантом в стиле зайдеко, появившимся в Японии. В 1989 году она гастролировала в Африке, в 1990 — в Австралии и Новой Зеландии. Она выступала на концертах вплоть до 2010 года, в том числе с группой своего сына Майрика. В 2010 год аккордеонистка объявила о завершении карьеры и теперь живёт в San Francisco Bay Area.
В 1982 году её альбом Queen Ida and the Bon Temps Zydeco Band on Tour стал лауреатом «Грэмми»
Квин Айда также известна как соавтор кулинарной книги с рецептами креольской кухни Cookin' with Queen Ida, выпущенной в 1990 году и переизданной в 1995 году.
Один из аккордеонов Квин Айды выставлен в Национальном музее афроамериканского искусства в Нэшвилле, Теннесси.
«Предпочитая 31-клавишный аккордеон, она известна своей мелодичной игрой и фокусировкой на высоких частотах своего инструмента, что делает ее стиль похожим на мексиканский. Хотя, как и у многих других исполнителей зайдеко 80-х, её музыка была основана на креольских традициях, она сумела объединить карибские, каджунские (с добавлением скрипки в её Bon Temps Zydeco Band), блюз и другие жанры».
«Музыка королевы Иды — это эклектичная смесь ритм-энд-блюза, карибской и каджунской музыки, хотя присутствие ее аккордеона всегда сохраняет ее традиционность».

## Избранная дискография
| Год  | Название                                               | Лейбл                     |
| ---- | ------------------------------------------------------ | ------------------------- |
| 1999 | Back on the Bayou                                      | GNP Crescendo — GNPD 2265 |
| 1995 | On a Saturday Night                                    | GNP Crescendo — GNPD 2172 |
| 1994 | Mardi Gras                                             | GNP Crescendo — GNPD 2227 |
| 1989 | Cookin' with Queen Ida                                 | GNP Crescendo — GNPD 2197 |
| 1985 | Caught in the Act                                      | GNP Crescendo — GNPD 2181 |
| 1983 | In San Francisco                                       | GNP Crescendo — GNPD 2158 |
| 1982 | Queen Ida and the Bon Temps Zydeco Band on Tour        | GNP Crescendo — GNPD 2147 |
| 1980 | Queen Ida and the Bon Temps Zydeco Band in New Orleans | GNP Crescendo — GNPS 2131 |
| 1977 | Uptown Zydeco                                          | GNP Crescendo             |
| 1977 | Zydeco a La Mode                                       | GNP Crescendo — GNPS 2112 |
| 1976 | Play the Zydeco                                        | GNP Crescendo — GNPS 2101 |